# Chaetosphaeria montana
Chaetosphaeria montana är en svampart som beskrevs av Réblová 1998. Chaetosphaeria montana ingår i släktet Chaetosphaeria och familjen Chaetosphaeriaceae.   Inga underarter finns listade i Catalogue of Life.